# Franklin D. Roosevelt Presidential Library and Museum
Le musée et la bibliothèque présidentielle Franklin D. Roosevelt (en anglais : Franklin D. Roosevelt Presidential Library and Museum) est la plus ancienne bibliothèque présidentielle. Elle se trouve à Hyde Park (New York) au nord-est des États-Unis. Elle fut aménagée dès 1939 par le président américain Franklin Delano Roosevelt.